# 안녕 엄마
《안녕 엄마》(영어: Hi, Mom!)는 미국에서 제작된 브라이언 드 팔마 감독의 1970년 블랙 코미디 영화이다. 로버트 드니로 등이 출연하였다.

## 줄거리
베트남 전쟁에서 돌아온 감독 지망생 존은 제작자 조의 포르노 영화 촬영에 고용된다. 존은 자신의 아파트 창문에 카메라를 설치해놓고 이웃 주디를 유혹해 주디 몰래 둘이 성관계 하는 장면을 찍는다. 하지만 촬영 도중 카메라가 기울어져 불만족스러운 결과물이 나오자 조는 존과 계약하지 않기로 한다.
존은 이웃 게릿이 이끄는 실험 공연단에 들어간다. 백인 극장 후원자들은 이들이 올린 "Be Black Baby!"를 보러 왔다가 강제로 소울 푸드를 먹고 얼굴에 구두약을 바르게 된다. 화이트페이스를 한 흑인 배우들은 블랙페이스를 하게 된 백인들에게 가혹 행위를 하고 한 백인 여성은 두 흑인 남성에게 강간까지 당한다. 이때 존이 뉴욕 경찰국 경찰관 복장을 하고 나타나 백인 관객들을 흑인 취급하며 체포한다. 후에 텔레비전 인터뷰에서 백인 후원자들은 흑인으로 산다는 게 어떤 것인지를 진정으로 경험하고 사고할 수 있었다고 말한다.
존은 극단과 계속 함께 하면서 주디와 결혼하고 보험 판매원이 된다. 어느 날 존은 임신한 주디와 살던 아파트 세탁실에 폭탄을 터트려 건물을 무너뜨린다. 텔레비전 기자 취재 현장에 존이 자연스레 끼어들어 인터뷰를 하다가 "안녕 엄마(Hi, Mom!)"라고 맺음하며 영화가 끝이 난다.

## 출연
- 로버트 드니로 - 존 루빈 역
- 제니퍼 솔트 - 주디 비숍, 이웃 역
- 게릿 그레이엄 - 게릿 우드, 이웃 역
- 찰스 더닝 - 건물 관리인 역
- 앨런 가필드 - 조 배너 역
- 라라 파커 - 지니 미첼 역
- 폴 바텔 - 엉클 톰 우드 역

## 시청 등급
애초에는 미국영화협회에서 X등급을 받았으나 일부 장면 편집 후 R등급으로 조정되었다. 잘려나간 주요 촬영분은 게릿 우드(게릿 그레이엄 분)가 공연을 위해 성기에 검은 칠을 하는 장면이다.